# Arthropodium
Arthropodium R. Br., 1810 è un genere di piante erbacee monocotiledoni della famiglia Asparagaceae (sottofamiglia Lomandroideae).

## Distribuzione e habitat
Il genere è presente principalmente in Australia, ma anche in Tasmania, Nuova Zelanda, Nuova Caledonia e, all'estremo occidentale dell'Oceano Indiano, in Madagascar.

## Tassonomia
Il genere Arthropodium comprende le seguenti specie:
- Arthropodium bifurcatum Heenan, A.D.Mitch. & de Lange - Isola settentrionale della Nuova Zelanda
- Arthropodium caesioides H.Perrier - Madagascar
- Arthropodium candidum Raoul - Isole settentrionale e meridionale della Nuova Zelanda
- Arthropodium cirratum (G.Forst.) R.Br. (rengarenga, renga lily, New Zealand rock lily, maikaika) - Isole settentrionale e meridionale della Nuova Zelanda
- Arthropodium curvipes S.Moore - Western Australia
- Arthropodium dyeri (Domin) Brittan - Western Australia
- Arthropodium milleflorum (Redouté) J.F.Macbr. (pale vanilla lily) - Nuovo Galles del Sud, Victoria, South Australia, Tasmania
- Arthropodium minus R.Br. (small vanilla lily) - Nuovo Galles del Sud, Victoria, South Australia, Tasmania
- Arthropodium neocaledonicum Baker - Nuova Caledonia

In precedenza al genere erano assegnate anche le seguenti specie:
- Arthropodium fimbriatum R.Br. – denominazione corrente: Dichopogon fimbriatus
- Arthropodium strictum R.Br. (chocolate lily)  – denominazione corrente:Dichopogon strictus

## Usi
Il rizoma di alcune specie è edibile e utilizzato come ortaggio; Tra queste specie vi sono A. cirratum, A. milleflorum, A. minus e A. strictum.
A. cirratum, nativo della Nuova Zelanda, dove in passato era probabilmente coltivato, è utilizzato come medicinale e come alimento; inoltre, possiede un'importanza simbolica nella tradizionale cultura Māori.